# Cuchillos de fuego
Cuchillos de fuego és una pel·lícula veneçolana estrenada l'any 1990. Va ser dirigida per Román Chalbaud basada en la seva obra de teatre Todo bicho de uña, on un jove, David, busca venjança del violador i assassí de la seva mare. A la pel·lícula, que té un estil Western, un dibuix infantil en stop-motion del jove David plorant sobre el cos de la seva mare s'utilitza per explicar parts de la història.Després de cercar els Andes durant deu anys, mata diversos apatxes en la seva venjança.
En el seu llançament al cinema va ser vist per 367.652 persones.

## Producció
La pel·lícula és protagonitzada per Miguel Ángel Landa, que també la va produir, així com Marisela Berti, Javier Zapata, Charles Barri, Natalia Martínez, Gabriel Fernández, Dora Mazzone, Jonathan Montenegro, Gabriel Martínez, i Raúl Medina.
Tot i ser una coproducció espanyola, no es va estrenar a Espanya.

## Resposta
La pel·lícula ha estat elogiada per la seva barreja de temes diversos, com el melodrama i la fantasia. No obstant això, el seu ús de referències Freudianes es va considerar senzill, amb la pel·lícula en general descrita com "una mica indigerible".
S'ha valorat que s'alinea temàticament amb les altres pel·lícules de Chalbaud, tot i ser un gènere diferent. n aquest sentit, inclou "records miratges" de la mare de David;:46 màscares i vestits utilitzats per mostrar la il·lusió i l'actuació de caràcters temàticament;:46-47 música pop de fons que s'utilitza per posar un significat senzill;:47 pel nom religiós (David) per al seu protagonista;:48 i l'ús de mites, concretament el "conte de fades del nen abandonat".:52